# Labidus spininodis
Labidus spininodis är en myrart som först beskrevs av Carlo Emery 1890.  Labidus spininodis ingår i släktet Labidus och familjen myror. Inga underarter finns listade i Catalogue of Life.